# Támesis
Támesis is een gemeente in het Colombiaanse departement Antioquia. De gemeente telt 16.212 inwoners (2005).

## Etymologie
Het dorp Támesis werd op 25 december 1858 gesticht door Pedro Orozco Ocampo. Zijn vrouw Rafaela Gómez Trujillo had in haar jeugd Londen bezocht, en stelde de naam van de rivier de Theems voor. Dit leidde tot de stichting van San Antonio de Támesis.

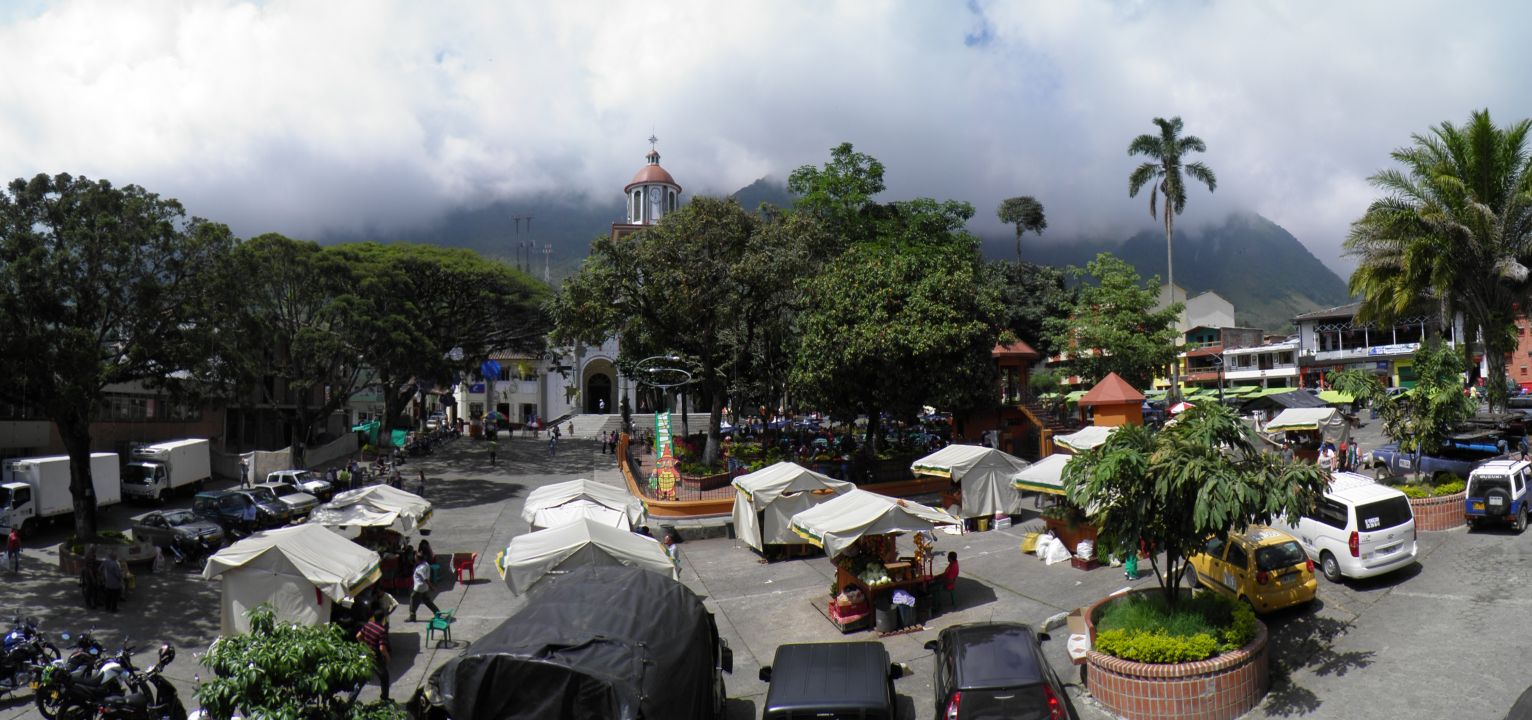
Markt in het centrum van Támesis

## Geboren in Támesis
- Marlon Pérez (1976-2024), wielrenner

Abejorral · Abriaquí · Alejandría · Amagá · Amalfi · Andes · Angelópolis · Angostura · Anorí · Anzá · Apartadó · Arboletes · Argelia · Armenia · Barbosa · Bello · Belmira · Betania · Betulia · Briceño · Buriticá · Cáceres · Caicedo · Caldas · Campamento · Cañasgordas · Caracolí · Caramanta · Carepa · El Carmen de Viboral · Carolina del Príncipe · Caucasia · Chigorodó · Cisneros · Ciudad Bolívar · Cocorná · Concepción · Concordia · Copacabana · Dabeiba · Donmatías · Ebéjico · El Bagre · El Peñol · El Santuario · Entrerríos · Envigado · Fredonia · Frontino · Giraldo · Girardota · Gómez Plata · Granada · Guadalupe · Guarne · Guatapé · Heliconia · Hispania · Itagüí · Ituango · Jardín · Jericó · La Ceja · La Estrella · La Pintada · La Unión · Liborina · Maceo · Marinilla · Medellín · Montebello · Murindó · Mutatá · Nariño · Nechí · Necoclí · Olaya · Peque · Pueblorrico · Puerto Berrío · Puerto Nare · Puerto Triunfo · Remedios · Retiro · Rionegro · Sabanalarga · Sabaneta · Salgar · San Andrés de Cuerquia · San Carlos · San Francisco · San Jerónimo · San José de la Montaña · San Juan de Urabá · San Luis · San Pedro de los Milagros · San Pedro de Urabá · San Rafael · San Roque · San Vicente · Santa Bárbara · Santa Fe de Antioquia · Santa Rosa de Osos · Santo Domingo · Segovia · Sonsón · Sopetrán · Támesis · Tarazá · Tarso · Titiribí · Toledo · Turbo · Uramita · Urrao · Valdivia · Valparaíso · Vegachí · Venecia · Vigía del Fuerte · Yalí · Yarumal · Yolombó · Yondó · Zaragoza